# Мачак Тоша
„Мачак Тоша” је југословенска телевизијска серија снимљена 1975. године у продукцији Телевизије Београд.

Комплетна ТВ екипа ▼
| Редитељ                   | Соја Јовановић    | (непознат број епизода)              |
| Сценариста                | Бранко Ћопић      | („Доживљаји мачка Тоше”)             |
| Директор фотографије      | Александар Рибић  | (6 еп. 1975)                         |
| Монтажер                  | Петар Путниковић  | (6 еп. 1975)                         |
| Сценограф                 | Гордана Поповић   | (6 еп. 1975)                         |
| Менаџер продукције        | Срба Чутурило     | вођа снимања (непознат број епизода) |
| Менаџер продукције        | Драгиша Ковачевић | вођа снимања (непознат број епизода) |
| Одсек за звук             | Бошко Николић     | тон мајстор (6 еп. 1975)             |
| Одсек за звук             | Радован Матић     | тон мајстор (непознат број епизода)  |
| Одсек за звук             | Милосав Митровић  | тон мајстор (непознат број епизода)  |
| Одсек за камеру и расвету | Јован Цедиц       | вођа расвете (6 еп. 1975)            |
| Одсек за камеру и расвету | Иван Јашаревић    | пратилац камере (6 еп. 1975)         |
| Одсек за камеру и расвету | Живорад Лазић     | пратилац камере (6 еп. 1975)         |
| Одсек за камеру и расвету | Војислав Опсеница | пратилац камере (6 еп. 1975)         |
| Одсек за камеру и расвету | Бранислава Вујић  | сниматељ (6 еп. 1975)                |
| Одсек за монтажу          | Павле Марковић    | видео миксер(6 еп. 1975)             |
| Музички одсек             | Катарина Деканиц  | музички сарадник (6 еп. 1975)        |
| Остала екипа              | Иванка Возаревић  | секретар режије (6 еп. 1975)         |